# Vargem Bonita (Santa Catarina)
Vargem Bonita è un comune del Brasile nello Stato di Santa Catarina, parte della mesoregione dell'Oeste Catarinense e della microregione di Joaçaba.